# Championnat du Venezuela de football 1957
Navigation
Saison 1956 Saison 1958
La saison 1957 du championnat du Venezuela de football est la toute première édition du championnat de première division professionnelle au Venezuela et la trente-septième saison du championnat national. Six formations sont regroupées au sein d'une poule unique où elles s'affrontent trois fois. Le club en tête à l'issue de la compétition est sacré champion.
C'est le club d'Universidad Central de Venezuela FC qui remporte la compétition, après avoir terminé en tête du classement final, avec cinq points d'avance sur La Salle FC et six sur le tenant du titre, Banco Obrero. C'est le tout premier titre de champion de l'histoire du club sous l'ère professionnelle, après deux titres remportés en amateur.

## Les clubs participants
| - La Salle FC - Deportivo Vasco - Catalonia FC - Deportivo Español - Banco Obrero - Universidad Central de Venezuela FC |

## Compétition
Le barème utilisé pour établir l'ensemble des classements est le suivant :
- Victoire : 2 points
- Match nul : 1 point
- Défaite : 0 point

### Classement
| Rang | Équipe                              | Pts | J  | G  | N | P | Bp | Bc | Diff |
| ---- | ----------------------------------- | --- | -- | -- | - | - | -- | -- | ---- |
| 1    | Universidad Central de Venezuela FC | 23  | 15 | 10 | 3 | 2 | 39 | 17 | +22  |
| 2    | La Salle FC                         | 18  | 15 | 8  | 2 | 5 | 39 | 19 | +20  |
| 3    | Banco ObreroT                       | 17  | 15 | 7  | 3 | 5 | 30 | 26 | +4   |
| 4    | Deportivo Español                   | 13  | 15 | 5  | 3 | 7 | 32 | 43 | -11  |
| 5    | Catalonia FC                        | 10  | 15 | 4  | 2 | 9 | 28 | 38 | -10  |
| 6    | Deportivo Vasco                     | 9   | 15 | 3  | 3 | 9 | 23 | 48 | -25  |

|  | Champion du Venezuela 1957 |

## Bilan de la saison
| Championnat du Venezuela de football 1957 |                                                 |
| Champion                                  | Universidad Central de Venezuela FC (1er titre) |
| Coupes et trophées                        |                                                 |
| Vainqueur de la Coupe du Venezuela 1957   | Non disputée                                    |
| Promotions et relégations                 |                                                 |
| Promus en Primera División                | Aucun                                           |
| Relégués en Segunda A                     | Aucun                                           |